# Northport (Alabama)
Northport é uma cidade localizada no estado americano do Alabama, no Condado de Tuscaloosa.

## Demografia
Segundo o censo americano de 2000, a sua população era de 19.435 habitantes.
Em 2006, foi estimada uma população de 21.890, um aumento de 2455 (12.6%).

## Geografia
De acordo com o United States Census Bureau, a localidade tem uma área de 38,5 km², dos quais 37,9 km² cobertos por terra e 0,6 km² cobertos por água.

## Localidades na vizinhança
O diagrama seguinte representa as localidades num raio de 32 km ao redor de Northport.